# Майлін
Майлі́н (каз. Майлин) — село у складі району Беїмбета Майліна Костанайської області Казахстану. Входить до складу Асенкрітовського сільського округу.
Населення — 13 осіб (2021; 64 у 2009, 127 у 1999, 102 у 1989).
До 1992 року село називалось Актобе.